# Округ Фолс (Тексас)
Округ Фолс (енгл. Falls County) је округ у америчкој савезној држави Тексас. По попису из 2010. године број становника је 17.866.

## Демографија
Према попису становништва из 2010. у округу је живело 17.866 становника, што је 710 (3,8%) становника мање него 2000. године.
| Група             | 2000.          | 2010.         |
| Белци             | 10.364 (55,8%) | 9.381 (52,5%) |
| Афроамериканци    | 5.100 (27,5%)  | 4.524 (25,3%) |
| Азијати           | 20 (0,1%)      | 46 (0,3%)     |
| Хиспаноамериканци | 2.941 (15,8%)  | 3.716 (20,8%) |
| Укупно            | 18.576         | 17.866        |